# コリン・ヒギンズ
コリン・ヒギンズ（Colin Higgins、1941年7月28日 - 1988年8月5日）は、アメリカの映画監督、脚本家。

## 来歴
ニューカレドニア・ヌメア出身。
UCLA在学中に卒業制作作品（The UCLA Screenwriting MFA Program）として『ハロルドとモード』のシナリオを執筆。これを基にして、ハル・アシュビーを監督に迎え、1971年に映画を制作した。自らノベライズ版も執筆し、日本では1972年に翻訳書が出版された。『ハロルドとモード』は現在でもカルト的な人気を博す作品で、日本では家庭用ビデオなどで販売されたことはなかったが、2012年3月にDVDが発売された。
ヒギンズは同性愛者であることを公表していた。1988年8月5日、エイズにより早世した。

## 主な作品

### 監督
- ファール・プレイ Foul Play (1978)  - 兼脚本
- 9時から5時まで Nine to Five (1980) - 兼脚本
- テキサス1の赤いバラ The Best Little Whorehouse In Texas (1982) - 兼脚本

### 脚本
- ハロルドとモード 少年は虹を渡る Harold and Maude (1971) - 兼製作
- 大陸横断超特急 Silver Streak (1976)
- アウト・オン・ア・リム/自分探しの旅 Out On A Limb (1987) - TVドラマ

### ノベライズ
- 枝川公一訳 『少年は虹を渡る ハロルドとモード』（1972年、二見書房）